# Peter W. Rodino
Peter Wallace Rodino Jr. (ur. 7 czerwca 1909 w Newark, zm. 7 maja 2005 w West Orange) – amerykański polityk, członek Partii Demokratycznej.

## Działalność polityczna
W okresie od 3 stycznia 1949 do 3 stycznia 1989 przez dwadzieścia kadencji był przedstawicielem 10. okręgu wyborczego w stanie New Jersey w Izbie Reprezentantów Stanów Zjednoczonych.